# Becvara
Becvara(mađ. Becefa) je nekad bilo samostalnim selom u južnoj Mađarskoj.

## Zemljopisni položaj
Nalazi se na 46° 4' sjeverne zemljopisne širine i 17° 51' istočne zemljopisne dužine. 

## Upravna organizacija
Od 1966. je dijelom Sigeta u istoimenoj mikroregiji. Od izvornog Sigeta je bilo udaljeno 1,5 km prema sjeveroistoku, od Botke je bila udaljena 500 m prema sjeverozapadu, 4,5 km istočno od Bašalije, a 5 km južno od Možgaja.

## Vanjske poveznice
- Becvara na fallingrain.com